# Балтиморските крале
„Балтиморските крале“ (на английски: Charm City Kings) е американски драматичен филм от 2020 г. на режисьора Анхел Мануел Сото, по сценарий на Шърман Пейн и по сюжета на Крис Бойд, Кърк Съливан и Бари Дженкинс. Базиран е на документалния филм 12 O'Clock Boys на Лофти Нейтън през 2013 г. Във филма участват Джахи Ди’Ало Уинстън, Мийк Мил, Уилям Катлет, Тейона Парис и Дониел Т. Хансли младши.
Филмът направи световната си премиера на 27 януари 2020 г. във Филмовия фестивал във Сънданс. Пуснат е на 8 октомври 2020 г. по HBO Max. Изпълнителни продуценти са Уил Смит и Джейда Пинкет Смит.